# ألكسيس جاي
ألكسيس جاي (بالإنجليزية: Alexis Jay)‏ هي عاملة إجتماعية بريطانية، ولدت في 25 أبريل 1949 في إدنبرة في المملكة المتحدة.